# 2007-es Formula–1 európai nagydíj
Az európai nagydíj volt a 2007-es Formula–1-es világbajnokság tizedik futama.

## Időmérő edzés
Kimi Räikkönen 1:31,450-es idővel megszerezte az első rajtkockát az európai nagydíjon Alonso és Felipe Massa előtt azon az időmérő edzésen, amelyen Hamilton balesetet szenvedett, de a futamon rajthoz tudott állni a tizedik pozícióból.
| Hely | Versenyző            | Csapat/Motor       | 1. rész  | 2. rész  | 3. rész  |
| ---- | -------------------- | ------------------ | -------- | -------- | -------- |
| 1    | Kimi Räikkönen       | Ferrari            | 1:31.522 | 1:31.237 | 1:31.450 |
| 2    | Fernando Alonso      | McLaren-Mercedes   | 1:31.074 | 1:30.983 | 1:31.741 |
| 3    | Felipe Massa         | Ferrari            | 1:31.447 | 1:30.912 | 1:31.778 |
| 4    | Nick Heidfeld        | BMW Sauber         | 1:31.889 | 1:31.652 | 1:31.840 |
| 5    | Robert Kubica        | BMW Sauber         | 1:31.961 | 1:31.444 | 1:32.123 |
| 6    | Mark Webber          | Red Bull-Renault   | 1:32.629 | 1:31.661 | 1:32.476 |
| 7    | Heikki Kovalainen    | Renault            | 1:32.594 | 1:31.783 | 1:32.478 |
| 8    | Jarno Trulli         | Toyota             | 1:32.381 | 1:31.859 | 1:32.501 |
| 9    | Ralf Schumacher      | Toyota             | 1:32.446 | 1:31.843 | 1:32.570 |
| 10   | Lewis Hamilton       | McLaren-Mercedes   | 1:31.587 | 1:31.185 | 1:33.833 |
| 11   | Nico Rosberg         | Williams-Toyota    | 1:32.117 | 1:31.978 |          |
| 12   | Alexander Wurz       | Williams-Toyota    | 1:32.173 | 1:31.996 |          |
| 13   | Giancarlo Fisichella | Renault            | 1:32.378 | 1:32.010 |          |
| 14   | Rubens Barrichello   | Honda              | 1:32.674 | 1:32.221 |          |
| 15   | Anthony Davidson     | Super Aguri-Honda  | 1:32.793 | 1:32.451 |          |
| 16   | Szató Takuma         | Super Aguri-Honda  | 1:32.678 | 1:32.838 |          |
| 17   | Jenson Button        | Honda              | 1:32.983 |          |          |
| 18   | Scott Speed          | Toro Rosso-Ferrari | 1:33.038 |          |          |
| 19   | Vitantonio Liuzzi    | Toro Rosso-Ferrari | 1:33.148 |          |          |
| 20   | David Coulthard      | Red Bull-Renault   | 1:33.151 |          |          |
| 21   | Adrian Sutil         | Spyker-Ferrari     | 1:34.500 |          |          |
| 22   | Markus Winkelhock    | Spyker-Ferrari     | 1:35.940 |          |          |

## Futam
Nem sokkal a rajt után eleredt az eső, a teljes mezőny kiállni kényszerült a boxba. Az Alberset váltó Spykeres Markus Winkelhock egyedül indult neki a futamnak esőgumival, így néhány körig vezette élete első Formula–1-es versenyét. A hirtelen nagyon erős esőzés miatt a pályán már szinte nem is lehetett haladni. Szinte egymás után 6 autó repült ki a célegyenes utáni első kanyarban a kavicságyba, köztük Lewis Hamilton is. A brit versenyző azonban nem állította le a motorját, így a pályabírók vissza tudták juttatni a pályára. 4 kör után a versenyt 22 percre megszakították. Ez volt az első versenymegszakítás a szintén esős 2003-as Formula–1 brazil nagydíj óta. Winkelhock nem sokáig tudta tartani a mezőnyt maga mögött az új rajt után, majd nemsokára ki is esett. Felipe Massa került vezető pozícióba, aki az 56. körig vezette a versenyt, amikor Fernando Alonso megelőzte. Räikkönen technikai probléma miatt kiesett. A dobogó harmadik fokára Mark Webber léphetett fel. A további pontszerzők sorrendje Wurz, Coulthard, Heidfeld, Kubica és Kovalainen volt. A leggyorsabb kört Massa futotta meg 1:32,853-mal.
A verseny után Alonso két pontra csökkentette a hátrányát Hamiltonnal szemben.
| Helyezés | #  | Versenyző            | Csapat/Motor       | Futott körök | Idő/Kiesés oka | Rajthely | Pontszám |
| -------- | -- | -------------------- | ------------------ | ------------ | -------------- | -------- | -------- |
| 1        | 1  | Fernando Alonso      | McLaren-Mercedes   | 60           | 2h06:26.358    | 2        | 10       |
| 2        | 5  | Felipe Massa         | Ferrari            | 60           | +8.155         | 3        | 8        |
| 3        | 15 | Mark Webber          | Red Bull-Renault   | 60           | + 1:05.674     | 6        | 6        |
| 4        | 17 | Alexander Wurz       | Williams-Toyota    | 60           | + 1:05.937     | 12       | 5        |
| 5        | 14 | David Coulthard      | Red Bull-Renault   | 60           | + 1:13.656     | 20       | 4        |
| 6        | 9  | Nick Heidfeld        | BMW Sauber         | 60           | + 1:20.298     | 4        | 3        |
| 7        | 10 | Robert Kubica        | BMW Sauber         | 60           | + 1:22.415     | 5        | 2        |
| 8        | 4  | Heikki Kovalainen    | Renault            | 59           | +1 Kör         | 7        | 1        |
| 9        | 2  | Lewis Hamilton       | McLaren-Mercedes   | 59           | +1 Kör         | 10       |          |
| 10       | 3  | Giancarlo Fisichella | Renault            | 59           | +1 Kör         | 13       |          |
| 11       | 8  | Rubens Barrichello   | Honda              | 59           | +1 Kör         | 14       |          |
| 12       | 23 | Anthony Davidson     | Super Aguri-Honda  | 59           | +1 Kör         | 15       |          |
| 13       | 12 | Jarno Trulli         | Toyota             | 59           | +1 Kör         | 8        |          |
| Kiesett  | 6  | Kimi Räikkönen       | Ferrari            | 34           | Hidraulika     | 1        |          |
| Kiesett  | 22 | Szató Takuma         | Super Aguri-Honda  | 19           | Baleset        | 16       |          |
| Kiesett  | 11 | Ralf Schumacher      | Toyota             | 18           | Ütközés        | 9        |          |
| Kiesett  | 21 | Markus Winkelhock    | Spyker-Ferrari     | 13           | Hidraulika     | 22       |          |
| Kiesett  | 7  | Jenson Button        | Honda              | 2            | Kicsúszás      | 17       |          |
| Kiesett  | 20 | Adrian Sutil         | Spyker-Ferrari     | 2            | Kicsúszás      | 21       |          |
| Kiesett  | 16 | Nico Rosberg         | Williams-Toyota    | 2            | Kicsúszás      | 11       |          |
| Kiesett  | 19 | Scott Speed          | Toro Rosso-Ferrari | 2            | Kicsúszás      | 18       |          |
| Kiesett  | 18 | Vitantonio Liuzzi    | Toro Rosso-Ferrari | 2            | Kicsúszás      | 19       |          |

## A világbajnokság élmezőnyének állása a futam után
| H  | Versenyzők           | Pont | H  | Konstruktőrök     | Pont |
| -- | -------------------- | ---- | -- | ----------------- | ---- |
| 1  | Lewis Hamilton       | 70   | 1  | McLaren-Mercedes  | 138  |
| 2  | Fernando Alonso      | 68   | 2  | Ferrari           | 111  |
| 3  | Felipe Massa         | 59   | 3  | BMW Sauber        | 61   |
| 4  | Kimi Räikkönen       | 52   | 4  | Renault           | 28   |
| 5  | Nick Heidfeld        | 36   | 5  | Williams-Toyota   | 18   |
| 6  | Robert Kubica        | 24   | 6  | Red Bull-Renault  | 16   |
| 7  | Giancarlo Fisichella | 17   | 7  | Toyota            | 9    |
| 8  | Heikki Kovalainen    | 15   | 8  | Super Aguri-Honda | 4    |
| 9  | Alexander Wurz       | 13   | 9  | Honda             | 1    |
| 10 | David Coulthard      | 8    | 10 |                   |      |
| 11 | Mark Webber          | 8    | 11 |                   |      |

## Statisztikák
Vezető helyen:
- Kimi Räikkönen: 1 (1)
- Markus Winkelhock: 6 (2-7)
- Felipe Massa: 47 (8-12 / 14-55)
- David Coulthard: 1 (13)
- Fernando Alonso: 5 (56-60)

Fernando Alonso 18. győzelme, Kimi Räikkönen 13. pole-pozíciója, Felipe Massa 6. leggyorsabb köre.
- McLaren 153. győzelme.

Markus Winkelhock első versenye.
Scott Speed utolsó versenye.